# Iltasadum
Iltasadum va ser el vint-i-unè rei de la primera dinastia de Kish a Sumer, segons diu la llista de reis sumeris. La llista li assigna un mític regnat de 1.200 anys.
Va regnar en un període posterior al diluvi que s'acostuma a datar cap a l'any 2900 aC. Va succeir a Ilku, i el va succeir Mebaragesi.